# Народна Соціалістична Республіка Албанія
Народна Республіка Албанія (алб. Republika Popullore e Shqipërisë) офіційна назва Албанії у 1946 — 1976 роках. Конституція 1976 року змінила назву на Соціалістична Народна Республіка Албанія (алб. Republika Popullore Socialiste e Shqipërisë), яка була офіційною назвою країни у 1976 — 1992 роках.

## Захоплення влади і початкові реформи
Після Другої світової війни Комуністична партія Албанії спрямувала свої зусилля на нейтралізацію опонентів, ліквідацію землевласників і середнього класу, з метою ізоляції Албанії від некомуністичного світу і створення Народної Республіки Албанії. На початок 1945 року, новий режим убив, дискредитував, або вислав більшість еліти країни.
Міністр внутрішніх справ Кочі Дзодзе засудив як військових злочинців тисячі опозиційних політиків, голів родів, членів колишнього албанського уряду. Тисячі членів їх сімей були ув'язнені протягом багатьох років у трудових таборах і в'язницях, а потім заслано на десятиліття у радгоспи побудованих на осушених болотах.
У грудні 1945 року, албанці обрали новий склад в Народну Асамблею, але тільки кандидати від Демократичного фронту (колишній національно-визвольний рух, або Фронт національного визволення), були у виборчих списках, і комуністи використали пропаганду і терор за для обеззброювання опозиції. Результати голосування показали, що 92% виборців узяли участь у виборах, і що 93% виборців підтримали Демократичний фронт.
Асамблея, скликана у січні 1946 року, скасувала монархію, і перетворила Албанію на "Народну Республіку". Після декількох місяців дебатів, Асамблея прийняла конституцію, віддзеркалюючу югославську і радянську конституції. Навесні, члени Асамблеї вибрали новий уряд. Енвер Ходжа, перший секретар Комуністичної партії Албанії, став прем'єр-міністром, міністром закордонних справ, міністром оборони та верховним головнокомандувачем. Дзодзе залишився міністром внутрішніх справ і організаційним секретарем партії.
Комуністи також провели економічні заходи з розширення своєї влади. У грудні 1944 року, Тимчасовий уряд прийняв закони, що дозволяли державі регулювати зовнішню і внутрішню торгівлю, комерційні підприємства, і деякі галузі промисловості країни. Закони санкціонували конфіскацію майна, що належить політичним вигнанцям і "ворогам народу". Держава також експропріювала усе німецьке й італійське майно, націоналізувала транспортні підприємства, і скасувала всі концесії, надані попередніми албанськими урядами іноземним компаніям.
Уряд зробив важливі кроки, щоб ввести сталінський стиль централізованої планової економіки в 1946 році. Було націоналізовано всі галузі промисловості, зовнішню торгівлю перетворено у державну монополію, майже вся внутрішня торгівля переведена під контроль держави, заборонено продаж і передачу землі. У 1947 році уряд ввів радянську систему обліку витрат.
У серпні 1945 року Тимчасовий уряд прийняв перші радикальні аграрні реформи в історії Албанії. Комуністичні реформи були спрямовані на витискання великих землевласників з бізнесу. Уряд скасував сільськогосподарські борги, надав селянам доступ до недорогої води для зрошення, і націоналізував ліса і пасовища.
Згідно з аграрною реформою, перерозподілялось близько половини орних земель Албанії, уряд конфіскував майно, що належало поміщикам, і людям, які не працюють у сільському господарстві. Селянам, які мали сільськогосподарську техніку, було дозволено зберегти до 400.000 м² землі, землю релігійних установ і селян без сільськогосподарської техніки було обмежено до 200.000 м² і безземельним селянам і селянам з крихітними землеволодіннями були надані до 50.000 м² землі, хоча вони повинні були заплатити номінальну компенсацію.

## Албанська-югославська напруженість
До виключення Югославії з Комінформу в 1948 році, Албанія була вірним союзником Югославії. У 1943, албанці підписали Мукаджську угоду під тиском югославів, комуністи Албанії відмовилися від своїх вимог щодо виходу югославської частини Косово з Югославії після війни. У січні 1945 року уряди двох країн підписали договір про створення у Югославському Косово автономної області. Незабаром після цього, Югославія стала першою країною, що визнала  тимчасовий уряд Албанії.
У липні 1946 року, Югославія та Албанія підписали Договір про дружбу і співробітництво, який була швидко доповнена низкою технічних і економічних угод закладаючи основи для інтеграції албанської та югославської економіки. Пакти умови координації економічних планів обох держав, стандартизації їх грошових систем, а також створення загальної системи ціноутворення та митного союзу. Сербсько-хорватська мова стала обов'язковим предметом в албанських середніх школах. Югославія підписала аналогічний договір дружби з Болгарією, маршал Йосип Броз Тіто і керманич Болгарії Георгій Димитров вели переговори про плани створення Балканської федерації у складі Албанії, Югославії та Болгарії. Югославські радники мали великий вплив у державних установах в Албанії і її генштабі. Коли Тирана зажадала зовнішньої допомоги, близько 20.000 тонн Югославського зерна допомогли запобігти голоду.
Спільні албансько-югославські компанії були створені для гірської промисловості, залізничного будівництва, видобутку нафти та електроенергії, і міжнародної торгівлі. Югославські інвестиції були направлені на будівництво цукрового заводу в Корчі, харчового заводу у Ельбасані, конопельного заводу у Рогожина, рибоконсервний комбінат у Вльорі, друкарню, телефонну станцію і текстильну фабрику в Тирані. Югослави також сприяли албанській економіці, купуючи в тричі дорожче за світові ціни албанську мідь та інших матеріали.
Відносини між Албанією і Югославією стали псуватися, коли албанці почали скаржитися, що югослави платять занадто мало за албанську сировину. Крім того, албанці прагнули інвестиційних коштів для розвитку легкої промисловості і нафтопереробного заводу, а югослави хотіли в Албанії зосередитися на видобутку сировини і сільському господарстві. Голова комісії економічного планування Албанії і один із союзників Ходжі, Нако Спіру, став провідним критиком намагань Югославії отримати економічний контроль над Албанією. Тіто не довіряв Ходжі та іншим представникам інтелігенції Албанії, а через Дзодзе і його прихильників намагався повалити їх.
У 1947 році Югославія виступила проти анти-югославщиків комуністів-албанців, зокрема Ходжі і Спіру. У травні, у Тирані оголошено арешт, суд, і засудження дев'яти членів Народної Асамблеї, всі відомі анти-югославщики, за звинуваченням у антидержавній діяльності. За місяць, ЦК Комуністичної партії Югославії звинуватив Ходжу  у поступовій "незалежній" політиці і надихані албанського народу проти Югославії. Намагаючись купити підтримку всередині Комуністичної партії Албанії, Белград розширив кредит Тирані  до $ 40 мільйонів доларів США, суму, рівну 58% від державний бюджет Албанії у 1947 році. Рік по тому, кредити Югославії становили майже половину бюджету. Відносини погіршилися восени, коли комісія Спіру розробила економічний план, який підкреслив, самодостатність легкої промисловості і сільського господарства. Югослави різко виступили, і коли Спіру потрапив під критику і йому не вдалося знайти підтримку у албанському керівництві партії, він покінчив життя самогубством.
Невизначеність Албанії в комуністичному світі було ясно вказано, коли нові східноєвропейські країни не запросили Албанську компартію у вересні 1947 на установчі збори Комінформу. Югославія представляла Албанію на засіданнях Комінформу. Хоча Радянський Союз надав Албанії обіцянку побудувати текстильні та цукрові заводи та інші підприємства і забезпечити Албанію сільськогосподарською та промисловою технікою, Сталін сказав Міловану Джиласу, в той час високопоставленому члену комуністичної ієрархії Югославії, що Югославія має "проковтнути" Албанію.
Про-Югославській фракції мали вирішальну політичну владу в Албанії у 1948 році. Учасники пленуму компартії в лютому та березні, проголосували за злиття албанської та югославською економіки та збройних сил. Ходжа засудив Спіру за спробу зруйнувати албансько-югославські відносини. На засіданні Політбюро за місяць, Дзодзе пропонує Белграду прийняти Албанію сьомою югославською республікою. Комінформ виключив Югославію із свого складу 28 червня, проте, Албанія зробила швидкий поворот у своїй політиці по відношенню до Югославії. Цей крок, безумовно зберіг Ходжу від розстрілу і, прирік Дзодзе до нього. Три дні по тому, Тирана дала югославським консультантам в Албанії 48 годин, щоб покинути країну, скасовані були всі двосторонні економічні угоди зі своїм сусідом, і розпочата антиюгославська пропаганда, яка перетворила Сталіна в албанського національного героя, Ходжу у борця проти зовнішньої агресії, і Тіто в імперіалістичного монстра.
Албанія вступила до орбіти впливу Радянського Союзу, і у вересні 1948 року Москва, вирішила компенсувати втрати Албанії, що лишилася допомоги Югославії. Зрушення виявилися благом для Албанії, так як Москва була набагато дальше, ніж сусідній Белград, оскільки це робило більш важким для Москви чинити тиск на Тирану. У листопаді на Першому з'їзді Албанської партії праці (АПП), колишня Комуністична партія Албанії була перейменована за пропозицією Сталіна, Ходжа поклав провину за біди країни на Югославію і Дзодзе. Ходжа звільнив Дзодзе з поста міністра внутрішніх справ у жовтні, замінивши його на Шеху. Після таємного суду в травні 1949 року Дзодзе був страчений. Подальші анти-титовські чистки в Албанії призвели до ліквідації 14 з 31 членів ЦК партії і 32 з 109 депутатів народної Асамблеї. У цілому, зазнало вигнання близько 25% членів партії. Югославія відповіла контратакою на пропаганду, скасував свій договір про дружбу з Албанією, і в 1950 році відкликала свою дипломатичну місію з Тирани.

## Погіршення відносин із Заходом
Відносини Албанії із Заходом зіпсувалися після відмови комуністичного режиму, зробити вільними вибори в грудні 1945 року. Албанія обмежила рух громадян Сполучених Штатів і Великої Британії по країні, заявивши, що вони спровокували антикомуністичне повстання в північних горах. Велика Британія оголосила в квітні, що вона не буде направляти дипломатичну місію в Тирану; Сполучених Штатів відкликала свою місію в листопаді, США і Велика Британія були проти прийняття Албанії в Організацію Об'єднаних Націй (ООН). Албанський режим боявся, що Сполучені Штати і Велика Британія, нададуть підтримку антикомуністичним силам у громадянській війні в Греції, підтримують зазіхання Греції в південній частині Албанії, занепокоєність зросла  у липні, коли сенат США резолюцією підтримав грецькі зазіхання.
Серйозний інцидент між Албанією і Великою Британією вибухнув в 1946 році після того як Тирана заявила про юрисдикцію над протокою між албанським суходолом і грецьким островом Корфу. Британія оскаржила дії Албанії і відправила чотири есмінці у протоку. Два судна підірвались на мині 22 жовтня 1946 року, 44 члени екіпажу загинули. Велика Британія поскаржилася в ООН і Міжнародний суд, який виніс рішення проти Тирани.
Після 1946 року Сполучені Штати та Сполучене Королівство приступило до реалізації плану розробки повалення комуністичного режиму в Албанії, підтримуючи антикомуністів і роялістів всередині країни. До 1949, американська та британська розвідки працювали з королем Зогу. Партизанські загони увійшли в Албанію у 1950 і 1952, але албанські сили безпеки вбили або захопили всіх іноземних резидентів. Через Кіма Філбі, радянського подвійного агента, що працював офіцером зв'язку між британською розвідкою і ЦРУ, просочилася деталі плану до Москви, що забрало життя близько 300 лазутчиків.
Після хвилі підривної діяльності, у тому числі невдалої інфільтрації і бомбардування радянського посольства у березні 1951 р. в Тирані, албанський режим вдався до суворих заходів внутрішньої безпеки. У вересні 1952 року, Асамблея прийняла Кримінальний кодекс, який вимагає смертної кари для тих, кого буде визнано винними у змові проти держави, тих, хто заподіяв шкоду державній власності або здійснив економічні диверсії.

## Албанія та Радянський Союз
Албанія стала залежати від радянської допомоги та технологій після розриву з Югославією в 1948 році. У лютому 1949, Албанія стала членом комуністичного блоку і організації для координації економічного планування, РЕВ. Тирана незабаром підписала торгові угоди з Польщею, Чехословаччиною, Угорщиною, Румунією і Радянським Союзом. Радянські і східноєвропейські технічні консультанти оселилися в Албанії, Радянський Союз послав Албанії військових радників і побудував базу підводних човнів на острові Сазані. Після Югославсько-Радянського розколу, Албанія і Болгарія були єдиними країнами, через які Радянський Союз міг би направити військову допомогу для комуністичної боротьби в Греції. Невелике стратегічне значення Албанії, ще більше скоротилося, коли були  розроблені технології ядерної зброї.
Прагнучи, віддати належне Сталіну, керманичі Албанії реалізували нові елементи сталінської економічної системи. У 1949, Албанія прийняла основні елементи радянської податкової системи, відповідно до якої державні підприємства виплачували прямі внески в казну від їх прибутку і зберегли лише частку для самофінансування інвестицій та інших цілей. У 1951, уряд Албанії запустив свій перший п'ятирічний план, в якому підкреслюється розробка нафти, хромітів, міді, нікелю, асфальту та вугільних ресурсів, розширення виробництва електроенергії та розбудову електричних мереж, збільшення сільськогосподарського виробництва і поліпшення транспортної мережі. Уряд почав програму швидкої індустріалізації після Другого партійного з'їзду і кампанію насильницької колективізації земель сільськогосподарського призначення у 1955. У той час, фермерські господарства, як і раніше виробляли близько 87% сільськогосподарської продукції в Албанії, але до 1960 року той же відсоток перейшов до колективних чи державних господарств.
Радянсько-албанські відносини залишалися теплими протягом останніх років життя Йосипа Сталіна, попри те, що Албанія була економічно залежною від Радянського Союзу. Албанія переорієнтувала всю її зовнішню торгівлю на прорадянські європейські країни у 1949 — 1951, і більше половини її торгівлі було орієнтовано на Радянський Союз. Разом зі своїми союзниками, Радянський Союз перекривав дефіцит у торгівлі Албанії довгостроковими грантами.
Хоча далеко не досягаючи західного рівня, охорона здоров'я та освіта значно покращилися для громадян Албанії на початку 1950-х. Число албанських лікарів збільшилася на третину до приблизно 150 на початку десятиліття (хоча співвідношення лікар-пацієнт залишався неприйнятним по більшості стандартів), держава відкрила нові медичні навчальні заклади. Кількість лікарняних ліжок збільшилася з 1765 у 1945 році до приблизно 5500 в 1953 році. Покращення охорони здоров'я та умов життя призвело до зменшення показника малюкової смертності в Албанії, з 112,2 смертей на 1000 живонароджених у 1945 році до 99,5 смертей на 1000 народжень у 1953. Система освіти, вважалася інструментом для поширення комунізму і створення наукових і технічних кадрів, необхідних для будівництва соціалістичного суспільства і держави, також значно покращилася. Кількість шкіл, вчителів та студентів подвоїлася в період між 1945 і 1950 рр.. Неписьменність знизилася з 85% в 1946 до 31% в 1950. Радянський Союз надав стипендії албанським студентам і поставляв фахівців і навчальні матеріали для поліпшення навчання в Албанії. Державний Університет Тирани (наразі університет Тирани) було засновано в 1957, Албанська Академія Наук відкрилася 15 років по тому. Попри ці успіхи, освіта в Албанії, постраждала в результаті обмежень на свободу думки. Наприклад, освітні установи мали мізерний вплив на їх власні навчальні програми, методи викладання і управління ними.
Сталін помер у березні 1953 року, і, мабуть побоюючись, що смерть радянського правителя може спонукати суперників у лавах албанські партії до заколоту, ні Ходжа, ні Шеху не ризикнули на подорож до Москви, щоб бути присутнім на похованні. Наступні Радянські кроки у бік зближення з ненависною Югославією дратувала обох албанських керманичів. Тирана, незабаром, під тиском з Москви скопіювала, принаймні формально, нову радянську модель колективного керівництва. У липні 1953 року, Ходжа передав портфелі  міністра закордонних справ і оборони лояльним послідовникам, але він продовжував займати пост голови партії і прем'єр-міністра до 1954, коли Шеху став прем'єр-міністром Албанії. Радянський Союз, підвищив дипломатичні відносини між двома країнами до рівня послів.
Незважаючи на деякі початкові прояви ентузіазму, Ходжа і Шеху не довіряли програмі Микити Хрущова «мирного співіснування» й «іншої дороги до соціалізму», тому що знову з'явилися загроза, що Югославія може знову спробувати взяти під контроль Албанію. Ходжа і Шеху були також стривожені перспективою того, що Москва може віддати перевагу менш догматичним керманичам в Албанії. Тирана та Белград відновили дипломатичні відносини у грудні 1953 року, але Ходжа відмовив Хрущову на неодноразові заклики до реабілітації посмертно про-югославського Дзодзе як жест до Тіто. Албанський дует замість цього посилив тиск на внутрішнє життя своєї країни, і продовжив пропагандистську війну проти Югославії. У 1955 році Албанія стала членом-засновником Організації Варшавського Договору (ОВД), але не вступивши у військовий союз. Хоча пакт представляв перше визнання Албанії від комуністичних країн, але ОВД не зробила нічого, щоб заспокоїти албанських керманичів що до Югославії.
Ходжа і Шеху настільки глибоко вкорінили страх албанців перед пануванням Югославії, що без великих ускладнень залишилися при владі навіть під час відлиги після XX з'їзду КПРС в 1956 році, коли Хрущов звинуватив у злочинах Сталіна. Ходжа захистив Сталіна і звинуватив у титоїстській єресі світовий комунізм, в тому числі заворушення у Польщі і повстання в Угорщині в 1956 році. Ходжа нещадно очистив партію від прорадянських і про-югославських настроїв, але він пом'якшив свою антиюгославську риторику після поїздки до Москви у квітні 1957, де він скасував близько 105 млн. доларів США непогашених кредитів і взяв близько 7,8 млн. доларів США на додаткову продовольчу допомогу. У 1958 році, проте, Ходжа знову скаржився на «фашизм» Тіто і «геноцид» албанців у Косово. Крім того, він висловлювався про плани РЕВ інтеграції східноєвропейських країн, які закликали Албанію до виробництва сільськогосподарських товарів і мінералів, а не вкладаючи у розвиток важкої промисловості.

## Албанія і Китай

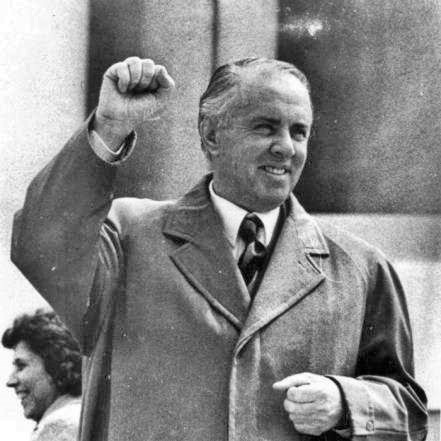
Енвер Ходжа у 1971

Албанія зіграла роль в китайсько-радянському конфлікті далеко переважаючу або її розмір або її значення в комуністичному світі. З 1958, Албанія стала союзником Народної Республіки Китай (КНР) у її протистоянні з Москвою з питань мирного співіснування, десталінізації, і югославського «окремого шляху до соціалізму» на основі децентралізації економічного життя. Радянський Союз, інші країни Східної Європи, і Китай всі пропонували Албанії великі обсяги допомоги. Радянські керманичі також пообіцяли побудувати великий палац культури в Тирані, як символ "любові і дружби" радянського народу до албанців. Але незважаючи на ці жести, Тирана була незадоволена економічною політикою Москви відносно Албанії. Ходжа і Шеху вирішили у травні — червні 1960 року прийняти китайську підтримку, і коли вибухнула гостра полеміка між КНР і СРСР, вони відкрито встали на бік Китаю. Раміз Алія, у той час кандидат у члени Політбюро і радник Ходжі з ідеологічних питань, грав видну роль у риториці.
Китайсько-радянський розкол відкрито проявився в червні 1960 року на з'їзді Румунської робочої партії, на якому Хрущов намагався домогтися засудження Пекіну. Делегація Албанії, єдина з європейських делегацій, підтримала Китай. Москва після цього проголосила про скорочення постачання зерна в Албанію під час посухи, і радянське посольство в Тирані відкрито закликало прорадянські фракції албанської компартії виступати проти прокитайської позиції партії. Два албанські лідери легко парирували загрозу. Чотири прорадянські албанські керманичі, у тому числі Теме Седзко і Тахир Демі, в кінцевому підсумку були засуджені і страчені. КНР відразу ж почав постачати харчі, після скасування радянських постачань пшениці, незважаючи на брак іноземної валюти та його власні економічні труднощі.
Ходжа і Шеху продовжили свою антирадянську і анти-югославську промову на четвертому з'їзді компартії в лютому 1961. У ході з'їзду, уряд Албанії оголосив в загальних рисах третій п'ятирічний план країни (1961–1965), який виділив 54% всіх інвестицій у промисловість, тим самим відповівши бажанню Хрущова зробити Албанію головним чином сільськогосподарським виробником. Москва у відповідь скасувала програми допомоги і кредитні лінії для Албанії, але Китай знову прийшов на допомогу.
Після додаткових різких обмінів між радянськими і китайськими делегатами по Албанії під час Двадцять Другого з'їзду КПРС у жовтні 1961, Радянський Союз врешті-решт розірвав дипломатичні відносини з Албанією в грудні. Тоді Москва відкликала всіх радянських економічних радників і технічних фахівців з країни, у тому числі зупинили роботи на Палаці культури, зупинилися постачання матеріалів і запасних частин для обладнання, що вже було в Албанії. Крім того, Радянський Союз продовжував розбирати свої військово-морські споруди на острові Сазан, процес, що почався ще до розриву відносин.
Комуністичний Китай знову компенсував Албанії втрати радянської економічної підтримки, поставляючи близько 90% частин, продуктів харчування та інших товарів, які обіцяв Радянський Союз. Пекін позичав албанцям гроші на вигідніших умовах, ніж Москва, і, на відміну від радянських радників, китайські техніки працювали за низьку заробітну плату, як і албанські робітники, і жили в подібних житлах. Китай також представив Албанії потужний радіотранслятор, з якого Тирана співала хвалу Сталіну, Ходжі і Мао Цзедуну протягом десятиліть. Зі свого боку, Албанія запропонувала Китаю плацдарм у Європі і виступала як головний представник комуністичного Китаю в ООН. До жаху Албанії, проте, китайське обладнання і техніки були не такі якісні, як радянський крам і радники яких вони замінили. За іронією долі, мовний бар'єр навіть змусив китайських і албанських техніків спілкуватися російською мовою. Албанці не брали участі у діяльності Варшавського договору або РЕВ. Інші східноєвропейські комуністичні країни, проте, не розірвали дипломатичних або торгових зв'язків з Албанією.
Відхід від Радянського Союзу посіяли хаос у економіку Албанії. Половина її імпорту і експорту були спрямовані на Радянських постачальників і ринки, тому погіршення відносин Тирани з Москви призвели зовнішню торгівлю Албанії до межі краху, Китай виявився не в змозі доставити обіцяні машини і устаткування у встановлені терміни. Низька продуктивність праці, недоліки планування, погана збірка та неефективне управління на албанських підприємствах проявилися, коли радянська і східноєвропейська допомога та радники були відкликані. У 1962, албанський уряд запровадив програму економії, заохочував населення в галузі збереження ресурсів, скоротив витрати виробництва, і відмовився від непотрібних інвестицій.
У жовтні 1964 року Ходжа високо оцінив скасування влади Хрущова. Дуже скоро стало ясно, проте, що нове радянське керівництво не має наміру змінювати основну політику щодо Албанії, і стосунки не покращилися. Радянсько-албанські відносини впали до нових мінімумів після вторгнення військ Варшавського пакту в Чехословаччину у 1968, коли Албанія офіційно вийшла з альянсу.

## Розрив з Китаєм і опора на власні сили
Албансько-китайські відносини зазнали застій з 1970 року, і, коли азійський велетень почав виходити з ізоляції, на початку 1970-х, Мао й інші китайські керівники Компартії переоцінили свою прихильність до крихітної Албанії. У відповідь, Тирана почала розширення своїх контактів із зовнішнім світом. Албанія розпочала торговельні переговори з Францією, Італією, державами Азії і Африки, і в 1971 році нормалізували відносини з Югославією і Грецією. Керманичі Албанії з огидою поставились до контактів Народної Республіки Китай зі Сполученими Штатами на початку 1970-х, албанський друк і радіо проігнорували поїздку президента Річарда Ніксона в Пекін в 1972 році. Албанія активно працювала, за для зниження своєї залежності від комуністичного Китаю щодо диверсифікації торгівлі та покращення дипломатичних та культурних зв'язків, особливо з Західною Європою. Але Албанія уникала співпраці з ОБСЄ і була єдиною європейською країною, яка відмовилася взяти участь у конференції в Гельсінкі в липні 1975 року. Незабаром після смерті Мао у 1976 році Ходжа розкритикував нове керівництво, а також прагматичну політику Пекіна щодо Сполучених Штатів і Західної Європи. Китай відповів, запросивши Тіто відвідати Пекін в 1977 році і закінчивши програми допомоги Албанії в 1978.
Китайсько-албанський розкол залишив Албанію без іноземного протектора. Тирана ігнорувала заклики Сполучених Штатів і Радянського Союзу з нормалізації відносин. Замість цього, Албанії розширили дипломатичні відносини з Західною Європою і розвиваючимися країнами і почала проводити політику опори на власні сили, як наріжний камінь стратегії країни для економічного розвитку. За для запобігання ліберальних рухів у партії Ходжа почав низку чисток, які зачепили міністра оборони і багатьох високопоставлених військових. Рік по тому, Ходжа змінив міністрів, відповідальних за економіку і замінив їх на молодших людей.
У грудні 1976 року Албанія прийняла другу сталінську конституцію післявоєнної епохи. Документ «гарантував» албанцям свободу слова, преси, організації, асоціації та зборів, але підпорядковував ці права людини суспільству. Конституція закріпила в законі ідею автаркії і заборонила уряду отримання фінансової допомоги або кредитів або формування спільних підприємств з партнерами з капіталістичних і ревізіоністських комуністичних країн.
У 1980 році Ходжа назвав Раміза Алію своїм наступником на посаді керманича компартії Албанії. Ходжа спочатку спробував переконати Шеху скласти повноваження добровільно, але 18 грудня 1981 Шеху нібито покінчив життя самогубством.
Ходжа пішов у напіввідставку на початку 1983 року, і Алія на себе взяв управління Албанією. Ходжа помер 11 квітня 1985.

## Реформи Раміза Алії (1985-1990 рр.)
Смерть Енвера Ходжі 11 квітня 1985 р. відкрила певні перспективи для економічного розвитку Албанії. Першим секретарем ЦК АПП вже через два дні було обрано Раміза Алію — до того секретаря Центрального комітету Албанської партії праці з ідеології.
Алія виступив за проведення часткових економічних реформ. Таким чином відбулось виділення в урядовому середовищі крила реформаторів. Консервативну частину партійного керівництва очолила вдова колишнього диктатора Неджміє Ходжа.
Намагаючись ввести до вищої ланки Албанської партії праці своїх ставлеників, Алія проводить реформу адміністративного апарату, що сприяє посиленню реформаторського крила. Відтепер термін перебування особи в органах управління обмежувався 8-10 роками. Згідно з результатами виборів у Народне зібрання Албанії 1987 р. його склад оновився на 32%.
На початку Алія не намагався радикально змінювати окремі елементи політичного режиму Албанії, тим більше всю систему. Навпаки, він підкреслював відданість курсу Ходжі, заявляючи на IX з’їзді Албанської партії праці 1986 р.: «Матеріали й рішення нашого з’їзду будуть ще одним доказом нашої відданості вченню Енвера Ходжі та нашої рішучості йти його шляхом». Окремі елементи лібералізації були лише спробою ліквідувати найбільш жорсткі та репресивні риси тоталітарного режиму: припиняються репресії всередині партії, звільняється частина політв’язнів, дозволяється часткова критика уряду в економічній сфері. Головною ідеєю свого курсу Алія назвав «спадкоємність з більшим реалізмом».
Новий етап лібералізації, більш масштабної, розпочинається у 1990 р. Головні її причини знаходились в економічній та зовнішньополітичній сферах. Через великі економічні труднощі албанське керівництво потребувало іноземної допомоги та розширенню економічної співпраці з іншими країнами. Значна частина цих держав з середини 1970-х рр. виступила в підтримку прав і свобод людини, що було офіційно закріплено у гельсінському акті (серпень 1975 р.). До початку 1990 р. Албанія вже висловила намір приєднатись до гельсінських угод та взяти участь у розбудові «спільного європейського дому».
Керівні особи іноземних держав та організацій постійно заявляли про необхідність більш широкої демократизації та лібералізації. Генеральний секретар ООН Перес де Куельяр та держсекретар США Д. Бейкер, які відвідали Албанію у квітні 1990 та червні 1991 рр. відповідно, підкреслювали, що без демонтажу репресивної системи, дотримання прав людини та соціальних реформ Албанія не зможе розраховувати на повномасштабну участь у міжнародних структурах.
Напередодні візиту генсека ООН відбулись важливі правові зміни. Народне зібрання ухвалило рішення про відновлення міністерства юстиції, інституту адвокатури, свободу віросповідання, зменшення кількості причин для винесення смертного вироку. З 1 липня дозволявся вільний виїзд з Албанії.
Якщо окремі риси політичної лібералізації ми можемо прослідкувати, то жодні процеси демократизації в цей час не спостерігались. Під час виборів до Народного зібрання 1987 р. згідно з офіційними відомостями 100% виборців проголосували за кандидатів влади, а недійсним виявився лише один бюлетень.
Ставлення керівництва країни до багатопартійності добре відображають підсумкові документи IX пленуму Центрального комітету Албанської партії праці (січень 1990 р.), в яких зазаначалось, що «збереження провідної ролі Албанської партії праці є головною умовою продовження соціалістичного будівництва в Албанії», а створення інших політичних партій «призвело б до послаблення національної єдності, втрати незалежності та знищення соціалізму». До демократичних перетворень 1989 р. у країнах Схадної Європи албанське керівництво поставилось різко негативно, розглядаючи їх як контрреволюцію, якій допомагає світова буржуазія та сприяє радянське керівництво.

## Перехід до демократії
Алія намагався йти по стопах Ходжі, але зміни вже почалися і падіння комунізму на всьому терені Південної Центральної Європи призвели до широкого поширення змін всередині албанського суспільства.
Після страти Ніколае Чаушеску (комуністичного керманича Румунії), Алія зрозумів, що буде наступним, якщо зміни не будуть втілені. Він підписав Гельсінські угоди (які були підписані іншими країнами в 1975), що шанує права людини. Він дозволив плюралізм під величезним тиском з боку студентів і робітників. 31 березня 1991, було проведено перші вільні вибори, на яких, проте, виграли комуністи.

## Список керманичів
Генеральних секретарів партії праці Албанії :
- Енвер Ходжа (1944-1985)
- Раміз Алія (1985-1992)

Голови Президії Народної Асамблеї :
- Омер Нішані (1946-1953)
- Хаджи Леши (1953-1982)
- Раміз Алія (1982-1992)

Прем'єр-міністри :
- Енвер Ходжа (1945-1954)
- Мехмет Шеху (1954-1981)
- Аділ Чарчані (1981 - 1991)